# Crooked Island
Crooked Island è un'isola e un distretto delle Bahamas con 323 abitanti al censimento 2010.
Fa parte di un gruppo di isole che compongono una bassa laguna chiamata "Bight of Acklins", dove la più grande è Crooked Island a nord, Acklins nel sud-est, e le più piccole sono Long Cay (una volta conosciuta con il nome di "Fortune Island") nel nord-ovest, e Castle Island nel sud.
È stata colonizzata dagli inglesi nel 1780 per la coltivazione del cotone.

## Etimologia
Gli indigeni Lucaiani chiamavano l'isola Jumento, che significa "terra di sopra della media distanza". Gli esploratori spagnoli invece chiamarono l'isola Isabella, e pare che fu lo stesso Cristoforo Colombo ad assegnarle questo nome, in onore della regina di Spagna che rese possibile il suo viaggio, come riporta un saggio storico del XIX secolo, che riferisce anche come nome originario dell'isola quello di Samoeto, indicandola come sede del regno indigeno.

## Storia
L'isola venne colonizzata dai Lealisti americani nel tardo 1780 che stabilirono piantagioni di cotone usando più di 1.000 schiavi, Dopo l'abolizione della schiavitù nell'Impero Britannico le piantagioni divennero improduttive e vennero sostituite dalla raccolta di spugne marine ad oggi non molto redditizia. Gli abitanti vivono di pesca e agricoltura su piccola scala.
Si pensa che il primo ufficio postale nell Bahamas fossa a Pitts Town in Crooked Island.

## Population
La città principale nell'arcipelago è Colonel Hill (pop. 61) in Crooked Island.
La popolazione di Crooked Island ha 330 abitanti al censimento 2010.

## Trasporti
Sull'isola è presente l'areporto Colonel Hill.